# Vila Nova dos Martírios
Vila Nova dos Martírios is een gemeente in de Braziliaanse deelstaat Maranhão. De gemeente telt 9.185 inwoners (schatting 2009).